# (662) Newtonia
(662) Newtonia es un asteroide que forma parte del cinturón de asteroides y fue descubierto por Joel Hastings Metcalf desde el observatorio de Taunton, Estados Unidos, el 30 de marzo de 1908.

## Designación y nombre
Newtonia recibió al principio la designación de 1908 CW.
Más tarde, se nombró por la ciudad estadounidense de Newton.

## Características orbitales
Newtonia está situado a una distancia media del Sol de 2,553 ua, pudiendo acercarse hasta 2 ua. Su inclinación orbital es 4,12° y la excentricidad 0,2167. Emplea 1490 días en completar una órbita alrededor del Sol.